# L’TUR

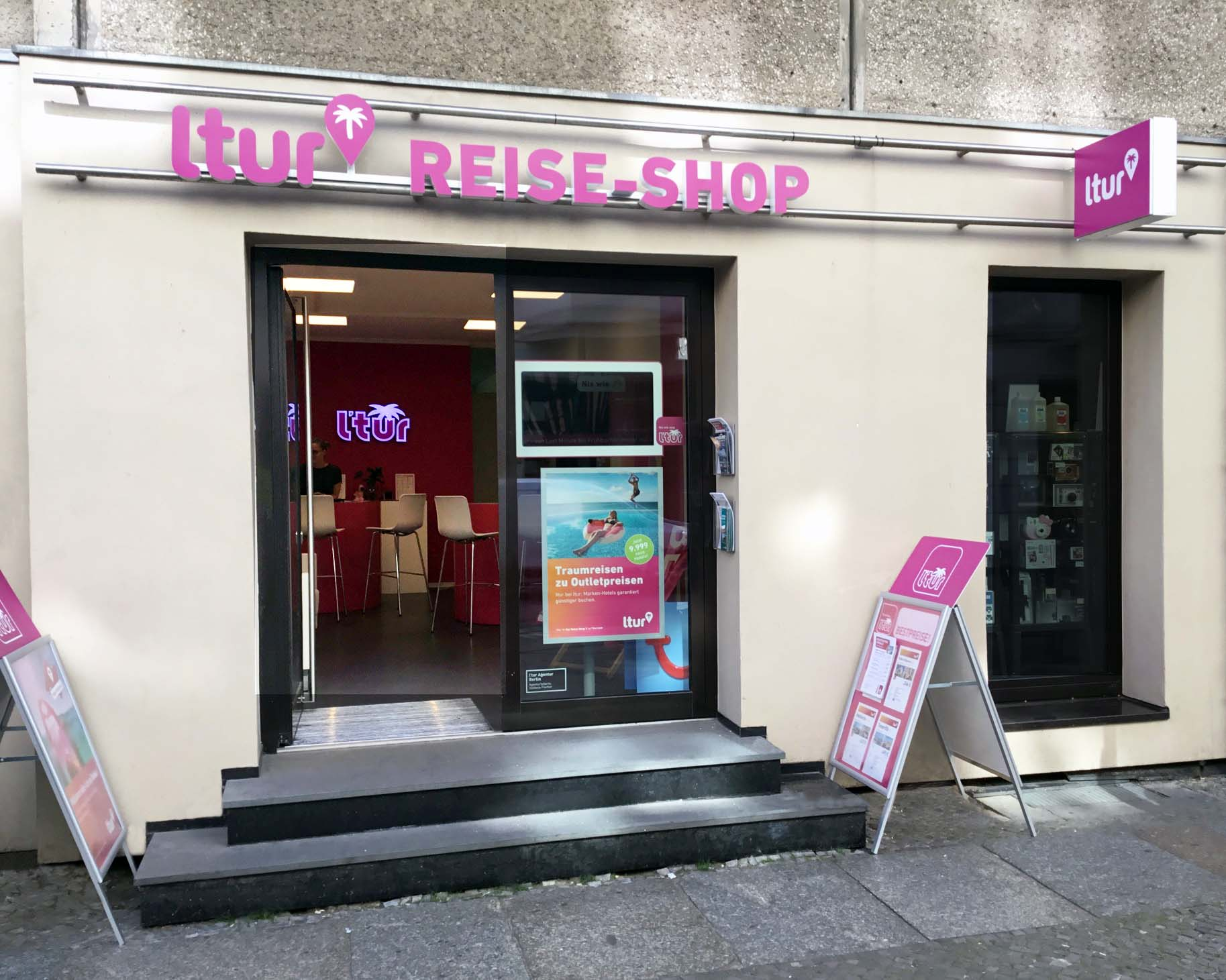
ltur-Shop in Berlin

Die l'tur GmbH (Eigenschreibweise: ltur) ist ein Reisevermittler mit Sitz in Rastatt. Das Unternehmen wurde 1987 von Karlheinz Kögel gegründet. Es bietet last-minute-Reisen in die ganze Welt an. ltur hat über 120 Verkaufsstellen in Deutschland, Österreich, der Schweiz und Frankreich. Die Reisen werden auch über ein mehrsprachiges Call-Center und die Internet-Seite ltur.com angeboten. Im Geschäftsjahr 2016/2017 erzielte ltur einen Umsatz von 415 Millionen Euro.

## Anteilseigner und Partner
Seit Dezember 2016 ist ltur eine hundertprozentige Tochter der TUI Deutschland GmbH.

## Angebot
Das Unternehmen vermittelt international Restkontingente von über 10.000 Hotels und 130 Fluggesellschaften. Die Hotelpartner melden ltur ihre leeren Bettenkapazitäten per Internet, wo diese dann mit passenden freien Sitzplätzen der Fluggesellschaften automatisch kombiniert werden. So bietet ltur sowohl Pauschalreisen als auch Hotelübernachtungen, Flüge, Kreuzfahrten, Mietwagen und Reiseversicherungsleistungen zu Last Minute-Konditionen an. Die Reisen sind in über 120 Verkaufsstellen sowie im Internet und telefonisch buchbar.

## Unternehmensgeschichte
Das Unternehmen wurde am 1. September 1987 in Baden-Baden gegründet. Im darauffolgenden Jahr entstand die erste Niederlassung in der Schweiz, 1990 folgte die erste Filiale in Österreich. Im gleichen Jahr wurde auch das ltur-Call-Center aufgebaut. Weitere Geschäfte wurden 1992 in Holland, 1994 in Frankreich und 1995 in Polen eröffnet. Ebenfalls 1995 ging auch die Internetpräsenz von ltur an den Start.
Seit über 35 Jahren bietet das Unternehmen kurzfristige Pauschal- und Individualreisen an und ist heute eine 100 %ige Tochter der TUI Deutschland. Ein zentraler Bestandteil des Geschäfts ist das umfangreiche Filialnetz: Stand Juni 2025 betreibt ltur laut eigener Auskunft über 120 Reise-Shops in Deutschland, Österreich, der Schweiz und Frankreich.
Für noch mehr Auswahl hat ltur neben dem eigenen ltur Produkt auch diverse andere Reiseveranstalter im Portfolio.